# Bela Ivković
Bela Ivković (salaš pokraj Male Bosne, Subotica, 14. listopada 1939. — 25. ožujka 2020.) je kulturni i javni djelatnik Hrvata u Bačkoj. Po struci je odvjetnik.

## Životopis
Rođen je 1939. godine na salašu pokraj Male Bosne. U Maloj Bosni završio je prva dva razreda osnovne škole koja se onda nalazila na Tavankutskom putu, a preostale razred u Subotici. U Zagrebu na Šalati je pohađao srednju školu - srednju sjemenišnu školu-klasičnu gimnaziju Interdijecenzansku srednju školu. Htio je postati svećenik, no odustao je od toga. 
U Novom Sadu išao je na Višu upravnu školu koju je završio u statusu izvanrednog studenta. Potom je upisao Pravni fakultet u Beogradu. Ondje je nakon prvih triju položenih ispita prešao u Niš, kad je Pravni fakultet iz Niša otvorio svoj odjel u Ivkovićevu gradu Subotici. U istom je statusu završio i Pravni fakultet. 
Deset je godina radio u Zavodu za socijalno osiguranje, potom 5 godina u SIZ-u za stanovanje. 
Od 1. rujna 1978. godine neprekidno vodi odvjetnički ured. Pored svog pravničkog posla, okrenuo se čuvanju baštine bačkih Hrvata. 
1969. je godine bio članom inicijativnog odbora za osnutak HKUD "Bunjevačko kolo". Nešto poslije bio je suosnivačem. Predsjednikom tog društva postao je 1991. godine. Dužnost je obnašao do 2004. godine. Jedan je od najzaslužnijih što je KUD Bunjevačko kolo postalo kulturni centar. Osobito je radio na pripremanju i održavanju manifestacija bačkih Hrvata Velikog prela i Dužijance. Osnovao je još neka kulturna društva koja za cilj imaju očuvati, njegovati i razvijati kulturu u Hrvata u Bačkoj: Hrvatsko akademsko društvo i Katolički institut za kulturu, povijest i duhovnost "Ivan Antunović" kojima je član.
Pored pravničkog i kulturnog rada, bio je i u lokalnoj politici: dvaput je bio vijećnikom u skupštini općine Subotica. 
2004. je godine pregovarao na strani Hrvatskog narodnog saveza u pregovorima s Demokratskim savezom Hrvata u Vojvodini oko ujedinjenja stranke, zajedno s predsjednikom HNS-a Franjo Vujkovim, Brankom Horvatom, i Dujom Runjom.
Dobitnik je nagrade Pro urbe 2008. godine.

## Zanimljivosti
Ministrirao je Blašku Rajiću na posljednjoj misi koju je održao u crkvi sv. Roka u Subotici. Ministrirao je Ivanu Kujundžiću na prvoj misi u toj istoj crkvi, nakon što se vratio s robije.
Ivkovićev salaš kod Male Bosne poznat je kao višedesetljetno mjesto okupljanja mnoštva osoba koje su aktivne u hrvatskoj zajednici. Osim njih, gosti su političari, diplomati i dr.